# Euroliga de 2024-25
A Temporada da Euroliga de 2024–25 foi a 25ª temporada da era moderna da Euroliga e 15ª com patrocínio da empresa aérea Turkish Airlines. A competição sucedeu a Copa dos Campeões Europeus da FIBA, perfazendo desta forma a 68ª edição continental.
A equipe do Panathinaikos AKTOR Athens era o atual campeão após vencer o Real Madrid no Final Four em Berlim e buscava seu oitavo título. A sede para o Final Four foi definida para a cidade de Abu Dhabi em 28 de janeiro de 2025, sendo a primeira vez que as finais ocorrem fora do continente europeu. A Etihad Arena (capacidade de 18.000 pessoas) acolheu os jogos das semifinais, decisão de terceiro lugar e Grande Final entre 23 e 25 de maio de 2025. As cidades de Barcelona, que já havia sediado anteriormente em 1998, 2003 e 2011, e a Belgrado, com a Arena Belgrado eram cogitadas como sede do evento. 

## Equipes participantes
A equipe debutante na competição nesta temporada é o Paris Basketball, treinada pelo brasileiro Tiago Splitter, que foi campeã da EuroCopa de 2023-24 ao vencer seus conterrâneos do Bourg-en-Bresse. Os franceses substituem o Valencia BC que aguardavam um convite de permanência que acabou não vindo.
Como os conflitos entre Rússia e Ucrânia prosseguem, as restrições à equipes russas permanecem vigentes e assim como em outras competições de outros esportes, estas não participarão de competições europeias nesta temporada. 
| Clube                              | Cidade natal    | Arena                         | Capacidade |
| ---------------------------------- | --------------- | ----------------------------- | ---------- |
| ALBA Berlin                        | Berlim          | UBER Arena                    | 14 500     |
| Anadolu Efes Istanbul              | Istambul        | Basketball Development Center | 10 000     |
| AS Monaco                          | Fontvieille     | Salle Gaston Médecin          | 5 000      |
| Baskonia Vitoria-Gasteiz           | Vitoria-Gasteiz | Fernando Buesa Arena          | 15 504     |
| Crvena Zvezda Meridianbet Belgrade | Belgrado        | Belgrade Arena                | 18 368     |
| EA7 Emporio Armani Milan           | Milão           | Mediolanum Forum              | 12 700     |
| FC Barcelona                       | Barcelona       | Palau Blaugrana               | 7 585      |
| FC Bayern Munich                   | Munique         | BMW Park                      | 6 700      |
| FC Bayern Munich                   | Munique         | SAP Garden                    | 12 500     |
| Fenerbahçe BEKO Istanbul           | Istambul        | Ülker Sports Arena            | 13 059     |
| LDLC ASVEL Villeurbanne            | Villeurbanne    | L'Astroballe                  | 5 556      |
| Maccabi Playtika Tel Aviv          | Tel Aviv        | Menora Mivtachim Arena        | 11 060     |
| Olympiacos Pireaus                 | Pireu           | Peace and Friendship Stadium  | 11 640     |
| Panathinaikos AKTOR Athens         | Atenas          | O.A.C.A                       | 18 989     |
| Paris Basketball                   | Paris           | Arena Adidas                  | 8 000      |
| Partizan Mozzart Belgrade          | Belgrado        | Belgrade Arena                | 18 368     |
| Real Madrid                        | Madrid          | WiZink Center                 | 15 000     |
| Virtus Segafredo Bologna           | Bolonha         | UNIPOL Arena                  | 9 980      |
| Žalgiris Kaunas                    | Caunas          | Žalgirio Arena                | 15 552     |

fonte: euroleague.net/teams

### Equipes por país
| País     | Equipe                                                           |
| -------- | ---------------------------------------------------------------- |
| Alemanha | - ALBA Berlin - FC Bayern Munich                                 |
| Espanha  | - Baskonia Vitoria-Gasteiz - FC Barcelona - Real Madrid          |
| França   | - AS Monaco - LDLC ASVEL Villeurbanne - Paris Basketball         |
| Grécia   | - Olympiacos Pireaus - Panathinaikos AKTOR Athens                |
| Israel   | - Maccabi Playtika Tel Aviv                                      |
| Itália   | - EA7 Emporio Armani Milan - Virtus Segafredo Bologna            |
| Lituânia | - Žalgiris Kaunas                                                |
| Sérvia   | - Crvena Zvezda Meridianbet Belgrade - Partizan Mozzart Belgrade |
| Turquia  | - Anadolu Efes Istanbul - Fenerbahçe BEKO Istanbul               |

## Formato de competição
As dezoito equipes, representando nove países, jogam entre si em jogos de ida e volta (formato Round-robin) na dita temporada regular, ao término desta, as equipes classificadas entre os 7ºs e 10º lugares se enfrentam em um mini torneio denominado play-ins, que credencia dois clubes a se juntarem aos outros seis classificados para então darem início aos play-offs. As quatro equipes vencedores dos play-offs disputam o Final Four.

## Temporada Regular

### Classificação
| Pos. | Clube                              | J  | V  | D  | %V   | P+   | P-   | SP   | C    | F    | Pr. | U10 | Classificação |
| ---- | ---------------------------------- | -- | -- | -- | ---- | ---- | ---- | ---- | ---- | ---- | --- | --- | ------------- |
| 1    | Olympiacos Pireaus                 | 34 | 24 | 10 | 70.6 | 2941 | 2770 | +171 | 13-4 | 11-6 | 1-0 | 7-3 | Playoffs      |
| 2    | Fenerbahçe BEKO Istanbul           | 34 | 23 | 11 | 67.6 | 2829 | 2760 | +69  | 12-5 | 11-6 | 0-0 | 7-3 | Playoffs      |
| 3    | Panathinaikos AKTOR Athens         | 34 | 22 | 12 | 67.7 | 2990 | 2843 | +147 | 14-3 | 8-9  | 1-0 | 8-2 | Playoffs      |
| 4    | AS Monaco                          | 34 | 21 | 13 | 61.8 | 2913 | 2801 | +112 | 11-  | 10-7 | 1-1 | 6-4 | Playoffs      |
| 5    | FC Barcelona                       | 34 | 20 | 14 | 58.8 | 2966 | 2837 | +129 | 11-6 | 9-8  | 1-1 | 7-3 | Playoffs      |
| 6    | Anadolu Efes Istanbul              | 34 | 20 | 14 | 58.8 | 2941 | 2788 | +153 | 12-5 | 8-9  | 1-0 | 9-1 | Playoffs      |
| 7    | Real Madrid                        | 34 | 20 | 14 | 58.8 | 2870 | 2797 | +73  | 13-4 | 7-10 | 1-0 | 7-3 | Play-ins      |
| 8    | Paris Basketball                   | 34 | 19 | 15 | 55.9 | 2940 | 2910 | +30  | 11-6 | 8-9  | 0-0 | 5-5 | Play-ins      |
| 9    | FC Bayern Munich                   | 34 | 19 | 15 | 55.9 | 2965 | 2984 | -19  | 13-4 | 6-11 | 0-0 | 5-5 | Play-ins      |
| 10   | Crvena Zvezda Meridianbet Belgrade | 34 | 18 | 16 | 52.9 | 2776 | 2714 | +62  | 9-8  | 9-8  | 1-3 | 4-6 | Play-ins      |
| 11   | EA7 Emporio Armani Milan           | 34 | 17 | 17 | 50   | 2896 | 2934 | -38  | 10-7 | 7-10 | 0-1 | 4-6 |               |
| 12   | Partizan Mozzart Belgrade          | 34 | 16 | 18 | 47.1 | 2780 | 2724 | +56  | 9-8  | 7-10 | 0-0 | 4-6 |               |
| 13   | Žalgiris Kaunas                    | 34 | 15 | 19 | 44.1 | 2626 | 2669 | -43  | 10-7 | 5-12 | 0-1 | 4-6 |               |
| 14   | Baskonia Vitoria-Gasteiz           | 34 | 14 | 20 | 41.2 | 2795 | 2830 | -35  | 12-5 | 2-15 | 0-1 | 4-6 |               |
| 15   | LDLC ASVEL Villeurbanne            | 34 | 13 | 21 | 38.2 | 2740 | 2897 | -157 | 10-7 | 3-14 | 1-0 | 2-8 |               |
| 16   | Maccabi Playtika Tel Aviv          | 34 | 11 | 23 | 32.4 | 2921 | 3052 | -131 | 9-8  | 2-15 | 0-0 | 5-5 |               |
| 17   | Virtus Segafredo Bologna           | 34 | 9  | 25 | 26.5 | 2683 | 2834 | -151 | 5-12 | 4-13 | 0-1 | 2-8 |               |
| 18   | ALBA Berlin                        | 34 | 5  | 29 | 14.7 | 2646 | 3074 | -428 | 3-14 | 2-15 | 2-1 | 1-9 |               |

Classificação extraída no sítio oficial da euroleague.net.

### Partidas disputadas
| ↓ Casa\Visitante →                 | BER    | EFS    | ASM    | BKN    | CVZ     | EA7    | BAR    | BAY     | FBB    | ASV    | MTA     | OLY     | PAR     | PAO   | PAT   | RMB   | VIR    | ZAL   |
| ---------------------------------- | ------ | ------ | ------ | ------ | ------- | ------ | ------ | ------- | ------ | ------ | ------- | ------- | ------- | ----- | ----- | ----- | ------ | ----- |
| ALBA Berlin                        |        | 70-86  | 90-105 | 97-90  | 71-77   | 93-87  | 85-99  | 84-99   | 71-78  | 84-79  | 85-103  | 92-100  | 83-92   | 77-87 | 90-91 | 69-80 | 64-108 | 66-86 |
| Anadolu Efes Istanbul              | 98-73  |        | 69-81  | 92-76  | 89-67   | 110-66 | 88-97  | 101-90  | 78-83  | 76-82  | 90-88   | 91-89   | 84-93   | 93-67 | 86-77 | 79-73 | 89-68  | 87-77 |
| AS Monaco                          | 100-80 | 94-75  |        | 92-85  | 90-98   | 93-80  | 84-98  | 93-74   | 91-82  | 103-92 | 85-79   | 80-89   | 80-87   | 76-88 | 69-86 | 77-73 | 101-85 | 96-86 |
| Baskonia Vitoria-Gasteiz           | 80-57  | 84-89  | 75-87  |        | 73-75   | 84-87  | 88-86  | 112-89  | 88-76  | 111-75 | 89-82   | 101-102 | 94-81   | 91-77 | 88-82 | 76-72 | 81-82  | 66-65 |
| Crvena Zvezda Meridianbet Belgrade | 92-71  | 96-97  | 88-82  | 78-71  |         | 80-82  | 94-98  | 101-77  | 91-96  | 73-66  | 81-73   | 87-73   | 85-69   | 77-81 | 77-89 | 72-78 | 88-52  | 80-86 |
| EA7 Emporio Armani Milan           | 100-68 | 84-96  | 86-80  | 111-89 | 101-86  |        | 88-98  | 78-79   | 76-100 | 92-84  | 98-86   | 83-84   | 79-74   | 87-75 | 70-90 | 85-76 | 99-90  | 82-85 |
| FC Barcelona                       | 88-73  | 90-80  | 86-71  | 91-68  | 74-78   | 81-94  |        | 101-102 | 90-63  | 90-83  | 100-71  | 88-90   | 87-103  | 82-73 | 87-80 | 90-97 | 91-87  | 82-70 |
| FC Bayern Munich                   | 115-88 | 92-97  | 95-94  | 94-80  | 100-82  | 87-70  | 100-78 |         | 77-89  | 76-67  | 98-93   | 84-80   | 109-107 | 69-80 | 89-74 | 97-89 | 72-82  | 77-74 |
| Fenerbahçe Beko Istambul           | 90-73  | 84-76  | 69-99  | 82-77  | 57-76   | 85-91  | 75-83  | 87-76   |        | 92-82  | 84-82   | 82-71   | 101-100 | 76-81 | 89-72 | 78-67 | 95-81  | 98-86 |
| LDLC ASVEL Villeurbanne            | 96-89  | 97-82  | 78-83  | 76-69  | 77-74   | 66-75  | 100-94 | 71-84   | 73-77  |        | 95-102  | 81-70   | 98-93   | 93-96 | 62-93 | 80-78 | 87-85  | 88-79 |
| Maccabi Playtika Tel Aviv          | 87-93  | 93-91  | 91-88  | 85-95  | 85-73   | 74-107 | 86-88  | 93-90   | 94-76  | 89-82  |         | 91-94   | 81-93   | 92-99 | 79-91 | 79-78 | 77-67  | 95-78 |
| Olympiacos Piraeus                 | 90-85  | 92-89  | 77-80  | 92-69  | 73-81   | 89-68  | 95-74  | 112-69  | 77-87  | 94-92  | 99-93   |         | 90-96   | 76-74 | 82-70 | 79-69 | 87-77  | 74-68 |
| Paris Basketball                   | 72-63  | 88-84  | 79-91  | 67-65  | 77-80   | 92-79  | 79-90  | 93-88   | 83-87  | 91-82  | 96-83   | 73-90   |         | 84-80 | 74-71 | 85-96 | 81-78  | 83-77 |
| Panathinaikos AKTOR Athens         | 91-81  | 104-89 | 88-91  | 104-69 | 111-104 | 103-74 | 84-78  | 94-79   | 91-90  | 92-68  | 93-87   | 89-94   | 98-101  |       | 96-84 | 85-70 | 111-90 | 89-76 |
| Partizan Mozzart Bet Belgrado      | 85-71  | 65-97  | 74-79  | 86-73  | 71-73   | 81-88  | 79-87  | 86-78   | 90-81  | 79-82  | 98-75   | 78-70   | 92-86   | 91-73 |       | 89-91 | 69-70  | 84-78 |
| Real Madrid                        | 98-84  | 67-74  | 94-72  | 90-89  | 95-72   | 96-89  | 96-91  | 88-76   | 70-82  | 81-70  | 116-113 | 86-96   | 105-104 | 90-86 | 93-86 |       | 98-86  | 83-92 |
| Virtus Segafredo Bologna           | 88-90  | 67-76  | 80-86  | 76-74  | 87-94   | 90-70  | 86-81  | 84-87   | 84-93  | 83-69  | 84-77   | 70-92   | 77-83   | 77-82 | 71-81 | 67-80 |        | 68-71 |
| Žalgiris Kaunas                    | 73-53  | 85-72  | 63-62  | 70-83  | 86-84   | 87-89  | 74-67  | 82-97   | 65-72  | 72-78  | 78-63   | 85-92   | 83-81   | 84-77 | 70-66 | 64-83 | 77-68  |       |

fonte:euroleague.net e eurobasket.com

## Playoffs
A segunda fase, dita dos Playoffs iniciam com os "Play-ins'" que consistem em fase pré-"Play-offs" que coloca frente a frente em jogo único, levando em consideração a classificação final na temporada regular, 7º contra 8º colocados e 9º e 10º colocados. O vencedor do primeiro cruzamento está credenciado a enfrentar já nos Play-offs o 2º colocado da temporada regular. Por outro lado o derrotado do segundo cruzamento está destinado a eliminação, enquanto ao vencedor enfrenta o derrotado do primeiro cruzamento. O vencedor deste último jogo jogará nos Playoffs contra o 1º colocado da temporada regular. A equipe melhor qualificada na temporada regular, jogará esta partida como mandante.
As séries de Playoffs a ser disputada em modo "melhor de cinco", onde o vencedor será a primeira equipe a vencer três jogos. As vagas para essa fase são distribuídas conforme a colocação que os clubes alcançaram na temporada regular onde os primeiro e segundo colocados enfrentam enfrentam equipes oriundas dos Play-ins, terceiro enfrenta o sexto e por fim o quarto enfrenta o quinto colocado. Aos vencedores fica reservada a vaga para a disputa do Final Four 2025 em Abu Dhabi.

### Play-ins
| Equipe 1         | Placar  | Equipe 2                           |
| ---------------- | ------- | ---------------------------------- |
| Real Madrid      | 73 - 81 | Paris Basketball                   |
| FC Bayern Munich | 97 - 93 | Crvena Zvezda Meridianbet Belgrade |

| Equipe 1    | Série   | Equipe 2         |
| ----------- | ------- | ---------------- |
| Real Madrid | 93 - 71 | FC Bayern Munich |

### Quartas de finais
| Equipe 1                   | Série | Equipe 2              | 1º Jogo | 2º Jogo | 3º Jogo  | 4º Jogo | 5º Jogo |
| -------------------------- | ----- | --------------------- | ------- | ------- | -------- | ------- | ------- |
| Olympiacos Pireaus         | 3 - 1 | Real Madrid           | 84 - 72 | 77 - 71 | 72 - 80  | 86 - 84 | -       |
| AS Monaco                  | 3 - 2 | FC Barcelona          | 97 - 80 | 92 - 79 | 89 - 100 | 72 - 79 | 85 - 84 |
| Fenerbahçe BEKO Istanbul   | 3 - 0 | Paris Basketball      | 83 - 78 | 89 - 72 | 98 - 88  | -       | -       |
| Panathinaikos AKTOR Athens | 3 - 2 | Anadolu Efes Istanbul | 87 - 83 | 76 - 79 | 81 - 77  | 82 - 85 | 75 - 67 |

| 23 de abril 15:30 | relatório | Olympiacos Pireaus                                                                    | 84–72 | Real Madrid                                                                   |  | Paz e Amizade, Pireu Público: |  |
| 23 de abril 15:30 | relatório | Placar por quarto: 27-14, 20-15, 17-22, 20-21                                         |       |                                                                               |  | Paz e Amizade, Pireu Público: |  |
| 23 de abril 15:30 | relatório | Pts: A. Vezenkov 23 Rbts: N. Milutinov 8 Asts: L. Vildoza 5 PIR total: A. Vezenkov 31 |       | Pts: S. Llull 16 Rbts: U. Garuba 5 Asts: F. Campazzo 5 PIR total: S. Llull 12 |  | Paz e Amizade, Pireu Público: |  |
| 23 de abril 15:30 | relatório | Olympiacos Piraeus lidera a série em 1-0                                              |       |                                                                               |  | Paz e Amizade, Pireu Público: |  |

| 25 de abril 15:30 | relatório | Olympiacos Pireaus                                                               | 77–71 | Real Madrid                                                                 |  | Paz e Amizade, Pireu Público: |  |
| 25 de abril 15:30 | relatório | Placar por quarto: 15-25, 23-13, 19-16, 20-17                                    |       |                                                                             |  | Paz e Amizade, Pireu Público: |  |
| 25 de abril 15:30 | relatório | Pts: A Vezenkov 22 Rbts: A Vezenkov 7 Asts: T Walkup 6 PIR total: N Milutinov 23 |       | Pts: M Hezonja 22 Rbts: M Hezonja 8 Asts: S Llull 4 PIR total: M Hezonja 24 |  | Paz e Amizade, Pireu Público: |  |
| 25 de abril 15:30 | relatório | Olympiacos Piraeus lidera a série em 2-0                                         |       |                                                                             |  | Paz e Amizade, Pireu Público: |  |

| 29 de abril 16:00 | relatório | Real Madrid                                                              | 80–72 | Olympiacos Piraeus                                                              |  | Movistar Arena, Madrid Público: |  |
| 29 de abril 16:00 | relatório | Placar por quarto: 28-21, 10-23, 20-12, 22-16                            |       |                                                                                 |  | Movistar Arena, Madrid Público: |  |
| 29 de abril 16:00 | relatório | Pts: W Tavares 15 Rbts: A Abalde 5 Asts: A Abalde 6 PIR total: D Musa 20 |       | Pts: A Vezenkov 21 Rbts: A Vezenkov 9 Asts: T Walkup 6 PIR total: A Vezenkov 26 |  | Movistar Arena, Madrid Público: |  |
| 29 de abril 16:00 | relatório | Olympiacos Piraeus lidera a série em 2-1                                 |       |                                                                                 |  | Movistar Arena, Madrid Público: |  |

| 7 de maio 15:30 | relatório | Real Madrid                                                                | 84–86 | Olympiacos Piraeus                                                               |  | Movistar Arena, Madrid Público: |  |
| 7 de maio 15:30 | relatório | Placar por quarto: 21-16, 26-26, 18-26, 19-18                              |       |                                                                                  |  | Movistar Arena, Madrid Público: |  |
| 7 de maio 15:30 | relatório | Pts: M Hezonja 21 Rbts: A Feliz 6 Asts: A Abalde 7 PIR total: M Hezonja 18 |       | Pts: E Fornier 23 Rbts: N Milutinov 8 Asts: A Vezenkov 6 PIR total: E Fornier 18 |  | Movistar Arena, Madrid Público: |  |
| 7 de maio 15:30 | relatório | Olympiacos Piraeus venceram a série em 3-1                                 |       |                                                                                  |  | Movistar Arena, Madrid Público: |  |

| 23 de abril 14:00 | relatório | AS Monaco                                                                  | 97–80 | FC Barcelona                                                           |  | Salle Gaston Médecin, Mônaco Público: |  |
| 23 de abril 14:00 | relatório | Placar por quarto: 21-25, 23-17, 32-17, 21-21                              |       |                                                                        |  | Salle Gaston Médecin, Mônaco Público: |  |
| 23 de abril 14:00 | relatório | Pts: M. James 22 Rbts: T. Tarpey 6 Asts: E. Okobo 7 PIR total: E. Okobo 26 |       | Pts: K Punter 16 Rbts: Y Fall 14 Asts: J Vesely 3 PIR total: Y Fall 25 |  | Salle Gaston Médecin, Mônaco Público: |  |
| 23 de abril 14:00 | relatório | AS Monaco lidera a série por 1-0                                           |       |                                                                        |  | Salle Gaston Médecin, Mônaco Público: |  |

| 25 de abril 14:00 | relatório | AS Monaco                                                                 | 92–79 | FC Barcelona                                                              |  | Salle Gaston Médecin, Mônaco Público: |  |
| 25 de abril 14:00 | relatório | Placar por quarto: 26-19, 23-21, 31-24, 12-15                             |       |                                                                           |  | Salle Gaston Médecin, Mônaco Público: |  |
| 25 de abril 14:00 | relatório | Pts: A Diallo 21 Rbts: A Diallo 6 Asts: E. Okobo 8 PIR total: M Jaiteh 27 |       | Pts: J Parker 16 Rbts: J Parker 9 Asts: J Parker 6 PIR total: J Parker 21 |  | Salle Gaston Médecin, Mônaco Público: |  |
| 25 de abril 14:00 | relatório | AS Monaco lidera a série por 2-0                                          |       |                                                                           |  | Salle Gaston Médecin, Mônaco Público: |  |

| 30 de abril 16:00 | relatório | FC Barcelona                                                                                  | 100–89 | AS Monaco                                                                    |  | Palau Blaugrana, Barcelona Público: |  |
| 30 de abril 16:00 | relatório | Placar por quarto: 24-27, 27-12, 23-27, 26-23                                                 |        |                                                                              |  | Palau Blaugrana, Barcelona Público: |  |
| 30 de abril 16:00 | relatório | Pts: W Hernangomez 19 Rbts: W Hernangomez 10 Asts: T Satoransky 7 PIR total: W Hernangomez 31 |        | Pts: M James 20 Rbts: J Blossomgame 6 Asts: M James 12 PIR total: M James 33 |  | Palau Blaugrana, Barcelona Público: |  |
| 30 de abril 16:00 | relatório | AS Monaco lidera a série por 2-1                                                              |        |                                                                              |  | Palau Blaugrana, Barcelona Público: |  |

| 2 de maio 16:00 | Relatório | FC Barcelona                                                              | 79–72 | AS Monaco                                                             |  | Palau Blaugrana, Barcelona Público: |  |
| 2 de maio 16:00 | Relatório | Placar por quarto: 23-14, 12-24, 23-20, 21-14                             |       |                                                                       |  | Palau Blaugrana, Barcelona Público: |  |
| 2 de maio 16:00 | Relatório | Pts: J Parker 22 Rbts: Y Fall 8 Asts: T Satoransky 7 PIR total: Y Fall 15 |       | Pts: M James 16 Rbts: M James 5 Asts: D Theis 6 PIR total: M James 19 |  | Palau Blaugrana, Barcelona Público: |  |
| 2 de maio 16:00 | Relatório | A série está empatada em 2-2                                              |       |                                                                       |  | Palau Blaugrana, Barcelona Público: |  |

| 6 de maio 14:00 | relatório | AS Monaco                                                                         | 85–84 | FC Barcelona                                                               |  | Salle Gaston Médecin, Mônaco Público: 5 000 |  |
| 6 de maio 14:00 | relatório | Placar por quarto: 15-19, 30-20, 20-23, 20-22                                     |       |                                                                            |  | Salle Gaston Médecin, Mônaco Público: 5 000 |  |
| 6 de maio 14:00 | relatório | Pts: M James 20 Rbts: J Blossomgame 6 Asts: M James 5 PIR total: G Papagiannis 21 |       | Pts: K Punter 19 Rbts: Y Fall 10 Asts: D Brizuela 5 PIR total: K Punter 23 |  | Salle Gaston Médecin, Mônaco Público: 5 000 |  |
| 6 de maio 14:00 | relatório | AS Monaco vence a série por 3-2                                                   |       |                                                                            |  | Salle Gaston Médecin, Mônaco Público: 5 000 |  |

| 22 de abril 14:45 | relatório | Fenerbahçe BEKO Istanbul                                                   | 83–78 | Paris Basketball                                                         |  | Ülker Sports Arena, Istambul Público: |  |
| 22 de abril 14:45 | relatório | Placar por quarto: 18-22, 31-20, 14-20, 20-16                              |       |                                                                          |  | Ülker Sports Arena, Istambul Público: |  |
| 22 de abril 14:45 | relatório | Pts: W Baldwin 15 Rbts: N Hayes-Davis 6 Asts: D Hall 4 PIR total:D Hall 17 |       | Pts: N Hifi 21 Rbts: M Jantunen 5 Asts: TJ Shorts 7 PIR total: T Ward 23 |  | Ülker Sports Arena, Istambul Público: |  |
| 22 de abril 14:45 | relatório | Fenerbahçe lidera a série por 1-0                                          |       |                                                                          |  | Ülker Sports Arena, Istambul Público: |  |

| 24 de abril 14:45 | relatório | Fenerbahçe BEKO Istanbul                                                                | 89–72 | Paris Basketball                                                                |  | Ülker Sports Arena, Istambul Público: |  |
| 24 de abril 14:45 | relatório | Placar por quarto: 29-20, 32-18, 15-19, 13-15                                           |       |                                                                                 |  | Ülker Sports Arena, Istambul Público: |  |
| 24 de abril 14:45 | relatório | Pts: T Biberovic 20 Rbts: N Hayes-Davis 7 Asts: M Guduric 5 PIR total: N Hayes-Davis 26 |       | Pts: TJ Shorts 18 Rbts: L Cavaliere 6 Asts: TJ Shorts 4 PIR total: TJ Shorts 17 |  | Ülker Sports Arena, Istambul Público: |  |
| 24 de abril 14:45 | relatório | Fenerbahçe lidera a série por 2-0                                                       |       |                                                                                 |  | Ülker Sports Arena, Istambul Público: |  |

| 29 de abril 15:30 | relatório | Paris Basketball                                                          | 88–98 | Fenerbahçe BEKO Istanbul                                                          | OT | Adidas Arena, Paris Público: |  |
| 29 de abril 15:30 | relatório | Placar por quarto: 18-20, 22-26, 21-17, 19-17, OT: 8-18                   |       |                                                                                   | OT | Adidas Arena, Paris Público: |  |
| 29 de abril 15:30 | relatório | Pts: TJ Shorts 29 Rbts: K Hayes 4 Asts: TJ Shorts 4 PIR total: K Hayes 17 |       | Pts: T Biberovic 21 Rbts: K Birch 9 Asts: W Baldwin 6 PIR total: N Hayes-Davis 24 | OT | Adidas Arena, Paris Público: |  |
| 29 de abril 15:30 | relatório | Fenerbahçe venceu a série por 3-0                                         |       |                                                                                   | OT | Adidas Arena, Paris Público: |  |

| 22 de abril 15:30 | relatório | Panathinaikos AKTOR Athens                                                              | 87–83 | Anadolu Efes Istanbul                                                         |  | OAKA Altion, Atenas Público: |  |
| 22 de abril 15:30 | relatório | Placar por quarto: 21-18, 19-30, 24-24, 23-11                                           |       |                                                                               |  | OAKA Altion, Atenas Público: |  |
| 22 de abril 15:30 | relatório | Pts: J Hernangómez 20 Rbts: J Hernangómez 16 Asts: K Nunn 5 PIR total: J Hernangómez 40 |       | Pts: S Larkin 17 Rbts: V Poirier 8 Asts: D Thompson 5 PIR total: V Poirier 29 |  | OAKA Altion, Atenas Público: |  |
| 22 de abril 15:30 | relatório | Panathinaikos lidera a série por 1-0                                                    |       |                                                                               |  | OAKA Altion, Atenas Público: |  |

| 24 de abril 15:30 | relatório | Panathinaikos AKTOR Athens                                              | 76–79 | Anadolu Efes Istanbul                                                       |  | OAKA Altion, Atenas Público: |  |
| 24 de abril 15:30 | relatório | Placar por quarto: 29-17, 13-19, 18-14, 16-29                           |       |                                                                             |  | OAKA Altion, Atenas Público: |  |
| 24 de abril 15:30 | relatório | Pts: C Osman 16 Rbts: K Mitoglou 6 Asts: K Nunn 6 PIR total: J Grant 18 |       | Pts: S Larkin 20 Rbts: V Poirier 10 Asts: P Dozier 5 PIR total: S Larkin 27 |  | OAKA Altion, Atenas Público: |  |
| 24 de abril 15:30 | relatório | Série empatada em 1 - 1                                                 |       |                                                                             |  | OAKA Altion, Atenas Público: |  |

| 30 de abril 16:00 | relatório | Anadolu Efes Istanbul                                                    | 77–81 | Panathinaikos AKTOR Athens                                            |  | Basketball Development Center, Istambul Público: |  |
| 30 de abril 16:00 | relatório | Placar por quarto: 23-20, 16-25, 15-18, 23-18                            |       |                                                                       |  | Basketball Development Center, Istambul Público: |  |
| 30 de abril 16:00 | relatório | Pts: S Larkin 17 Rbts: E Bryant 7 Asts: S Larkin 4 PIR total: D Oturu 19 |       | Pts: K Nunn 25 Rbts: K Mitoglou 6 Asts: K Nunn 4 PIR total: K Nunn 31 |  | Basketball Development Center, Istambul Público: |  |
| 30 de abril 16:00 | relatório | Panathinaikos lidera a série por 2-1                                     |       |                                                                       |  | Basketball Development Center, Istambul Público: |  |

| 2 de maio 14:30 | Relatório | Anadolu Efes Istanbul                                                     | 85–82 | Panathinaikos AKTOR Athens                                                    |  | Basketball Development Center, Istambul Público: 10 000 |  |
| 2 de maio 14:30 | Relatório | Placar por quarto: 21-18, 17-15, 22-26, 25-23                             |       |                                                                               |  | Basketball Development Center, Istambul Público: 10 000 |  |
| 2 de maio 14:30 | Relatório | Pts: E Bryant 19 Rbts: E Bryant 4 Asts: S Larkin 9 PIR total: S Larkin 17 |       | Pts: C Osman 22 Rbts: O Yurtseven 8 Asts: K Sloukas 6 PIR total: K Sloukas 26 |  | Basketball Development Center, Istambul Público: 10 000 |  |
| 2 de maio 14:30 | Relatório | Série empatada em 2 - 2                                                   |       |                                                                               |  | Basketball Development Center, Istambul Público: 10 000 |  |

| 6 de maio 15:30 | Relatório | Panathinaikos AKTOR Athens                                                     | 75–67 | Anadolu Efes Istanbul                                                    |  | OAKA Altion, Atenas Público: |  |
| 6 de maio 15:30 | Relatório | Placar por quarto: 18-10, 23-20, 12-16, 22-21                                  |       |                                                                          |  | OAKA Altion, Atenas Público: |  |
| 6 de maio 15:30 | Relatório | Pts: C Osman 28 Rbts: J Hernangomez 11 Asts: K Sloukas 8 PIR total: C Osman 32 |       | Pts: E Bryant 16 Rbts: R Smits 6 Asts: E Bryant 4 PIR total: E Bryant 13 |  | OAKA Altion, Atenas Público: |  |
| 6 de maio 15:30 | Relatório | Panathinaikos venceu a série por 3-2                                           |       |                                                                          |  | OAKA Altion, Atenas Público: |  |

## Final Four - Abu Dhabi 2025

### Semifinais
Etihad Arena (Abu Dhabi), 23 de maio de 2025
| Time 1                   | Placar  | Time 2                     |
| ------------------------ | ------- | -------------------------- |
| Olympiacos Pireaus       | 68 - 78 | AS Monaco                  |
| Fenerbahçe BEKO Istanbul | 82 - 76 | Panathinaikos AKTOR Athens |

### Decisão de terceiro colocado
Etihad Arena (Abu Dhabi), 25 de maio de 2025
| Time 1             | Placar  | Time 2                     |
| ------------------ | ------- | -------------------------- |
| Olympiacos Pireaus | 97 - 93 | Panathinaikos AKTOR Athens |

### Grande Final
Etihad Arena (Abu Dhabi), 25 de maio de 2025
| Time 1    | Placar  | Time 2                   |
| --------- | ------- | ------------------------ |
| AS Monaco | 70 - 81 | Fenerbahçe BEKO Istanbul |

### Premiação
| Turkish Airlines Euroleague 2024-25          |
| Turquia                                      |
| -------------------------------------------- |
| Campeão Fenerbahçe BEKO Istanbul (2° título) |

## Premiações individuais

### Final Four MVP
- Nigel Hayes-Davis ( FBB)[32]

### EuroLeague MVP - MVP da temporada regular
- Kendrick Nunn ( PAO)[33]

### EuroLeague Playoffs MVP - MVP dos Playoffs
- Aleksandar Vezenkov ( OLY)[34]

### PrêmioAlexander Gomelsky- Treinador do ano
- Šarūnas Jasikevičius ( FBB)[35]

### EuroLeague Rising Star - Revelação do ano
- Nadir Hifi ( PAR)[36]

### EuroLeague Best Defender - Melhor defensor da temporada
- Nick Weiler-Babb ( BAY)[37]

### Alphonso Ford Top Scorer Trophy - Cestinha da temporada
- Kendrick Nunn ( PAO)[38]

### 2024-25 All-EuroLeague First Team - Primeiro quinteto ideal[39]
- Nigel Hayes-Davis ( FBB)
- Carsen Edwards ( BAY)
- Kendrick Nunn ( PAO)
- T. J. Shorts ( PAR)
- Aleksandar Vezenkov ( OLY)

### 2024-25 All-EuroLeague Second Team - Segundo quinteto ideal[40]
- Evan Fournier ( OLY)
- Juancho Hernangómez ( PAO)
- Mike James ( ASM)
- Théo Maledon ( ASV)
- Walter Tavares ( RMB)

### MVP por mês
As nacionalidades indicadas são conferidas conforme cadastradas no sítio da liga.
| Mês         | Jogador             | Clube                      | Ref    |
| 2024        | 2024                | 2024                       | 2024   |
| ----------- | ------------------- | -------------------------- | ------ |
| Outubro     | Kevin Punter        | FC Barcelona               | [ 41 ] |
| Novembro    | T. J. Shorts        | Paris Basketball           | [ 42 ] |
| Dezembro    | Theo Maledon        | LDLC ASVEL Villeurbanne    | [ 43 ] |
| 2025        |                     |                            |        |
| Janeiro     | Aleksandar Vezenkov | Olympiacos Pireaus         | [ 44 ] |
| Fevereiro   | Kendrick Nunn       | Panathinaikos AKTOR Athens | [ 45 ] |
| Março/Abril | Walter Tavares      | Real Madrid                | [ 46 ] |

### MVP por rodada
As nacionalidades indicadas são conferidas conforme cadastradas no sítio da liga.
| R  | Jogador                 | Clube                              | Val. | Ref.   |
| -- | ----------------------- | ---------------------------------- | ---- | ------ |
| 1  | Tamir Blatt             | Maccabi PlaytikaTel Aviv           | 36   | [ 47 ] |
| 2  | Neal Sako               | LDLC ASVEL Villeurbanne            | 30   | [ 48 ] |
| 2  | Aleksandar Vezenkov     | Olympiacos Pireaus                 | 30   | [ 48 ] |
| 3  | Aleksandar Vezenkov (2) | Olympiacos Pireaus                 | 31   | [ 49 ] |
| 4  | Theo Maledon            | LDLC ASVEL Villeurbanne            | 36   | [ 50 ] |
| 5  | T. J. Shorts            | Paris Basketball                   | 38   | [ 51 ] |
| 6  | Shabazz Napier          | FC Bayern Munich                   | 26   | [ 52 ] |
| 7  | Zach LeDay              | EA7 Emporio Armani Milan           | 29   | [ 53 ] |
| 8  | Jan Veselý              | FC Barcelona                       | 28   | [ 54 ] |
| 9  | Filip Petrušev          | Crvena Zvezda Meridianbet Belgrade | 38   | [ 55 ] |
| 10 | Théo Maledon (2)        | LDLC ASVEL Villeurbanne            | 36   | [ 56 ] |
| 10 | T. J. Shorts (2)        | Paris Basketball                   | 36   | [ 56 ] |
| 11 | Elie Okobo              | AS Monaco                          | 36   | [ 57 ] |
| 12 | Walter Tavares          | Real Madrid                        | 39   | [ 58 ] |
| 13 | Théo Maledon (3)        | LDLC ASVEL Villeurbanne            | 31   | [ 59 ] |
| 14 | Nigel Hayes-Davis       | Fenerbahçe BEKO Istanbul           | 30   | [ 60 ] |
| 15 | Zach LeDay (2)          | EA7 Emporio Armani Milan           | 37   | [ 61 ] |
| 16 | Aleksandar Vezenkov (3) | Olympiacos Pireaus                 | 38   | [ 62 ] |
| 17 | Isaïa Cordinier         | Virtus Segafredo Bologna           | 38   | [ 63 ] |
| 18 | Jaylen Hoard            | Maccabi PlaytikaTel Aviv           | 34   | [ 64 ] |
| 19 | Omer Yurtseven          | Panathinaikos AKTOR Athens         | 34   | [ 65 ] |
| 20 | Aleksandar Vezenkov (4) | Olympiacos Pireaus                 | 52   | [ 66 ] |
| 21 | Facundo Campazzo        | Real Madrid                        | 43   | [ 67 ] |
| 22 | Carlik Jones            | Partizan Mozzart Belgrade          | 37   | [ 68 ] |
| 23 | Carsen Edwards          | FC Bayern Munich                   | 34   | [ 69 ] |
| 24 | Zach LeDay (3)          | EA7 Emporio Armani Milan           | 39   | [ 70 ] |
| 25 | Aleksandar Vezenkov (5) | Olympiacos Pireaus                 | 30   | [ 71 ] |
| 26 | Kendrick Nunn           | Panathinaikos AKTOR Athens         | 37   | [ 72 ] |
| 27 | Sylvain Francisco       | Žalgiris Kaunas                    | 31   | [ 73 ] |
| 27 | Carlik Jones (2)        | Partizan Mozzart Belgrade          | 31   | [ 73 ] |
| 28 | Carsen Edwards (2)      | FC Bayern Munich                   | 29   | [ 74 ] |
| 28 | Vincent Poirier         | Anadolu Efes Istanbul              | 29   | [ 74 ] |
| 29 | Shane Larkin            | Anadolu Efes Istanbul              | 33   | [ 75 ] |
| 30 | T. J. Shorts (3)        | Paris Basketball                   | 37   | [ 76 ] |
| 31 | Kendrick Nunn (2)       | Panathinaikos AKTOR Athens         | 34   | [ 77 ] |
| 32 | T. J. Shorts (4)        | Paris Basketball                   | 36   | [ 78 ] |
| 33 | Kendrick Nunn (3)       | Panathinaikos AKTOR Athens         | 43   | [ 79 ] |
| 34 | Nikola Mirotić          | EA7 Emporio Armani Milan           | 40   | [ 80 ] |

### MVP por Rodada dos Playoffs
| R  | Jogador             | Clube                      | Val. | Ref.   |
| -- | ------------------- | -------------------------- | ---- | ------ |
| Pi | T. J. Shorts        | Paris Basketball           | 27   | [ 81 ] |
| J1 | Juancho Hernangómez | Real Madrid                | 40   | [ 82 ] |
| J2 | Shane Larkin        | Anadolu Efes Istanbul      | 27   | [ 83 ] |
| J2 | Mam Jaiteh          | AS Monaco                  | 27   | [ 83 ] |
| J3 | Willy Hernangómez   | FC Barcelona               | 31   | [ 84 ] |
| J3 | Kendrick Nunn       | Panathinaikos AKTOR Athens | 31   | [ 84 ] |
| J4 | Evan Fournier       | Olympiacos Pireaus         | 18   | [ 85 ] |
| PL | Aleksandar Vezenkov | Olympiacos Pireaus         | 22.8 | [ 86 ] |